# Carlos Daniel Tapia
Carlos Daniel Tapia (San Miguel, Buenos Aires, 20 de agosto de 1962) é um ex-futebolista profissional argentino. Seu apelido era "Chino", o chinês. Atuava como meio-campista. Hoje em dia é colunista no El Show del Futbol junto com Oscar Ruggeri.

## Carreira
Atuou pelos times River Plate, Boca Juniors, Brest, AC Lugano , Mandiyú e Universidad do Chile.

## Seleção
Participou da Seleção argentina, inclusive sendo campeão da Copa do Mundo de 1986, no México. E integrou a Seleção Argentina de Futebol na Copa América de 1987.

## Títulos
Argentina
- Copa do Mundo de 1986